# Корнацелу (Олт)
Корнацелу (рум. Cornățelu) насеље је у Румунији у округу Олт у општини Побору. Oпштина се налази на надморској висини од 291 m.

## Становништво
Према подацима из 2002. године у насељу је живело 618 становника, од којих су сви румунске националности.